# Aprica
Aprica (lombardul: L’Abriga) település Olaszországban, Sondrio megyében. Lakosainak száma 1464 fő (2023. január 1.). Aprica Corteno Golgi, Teglio és Villa di Tirano községekkel határos.

## Népesség
A település népességének változása:
| Lakosok száma | 1579 | 1580 | 1464 |
|               | 2017 | 2018 | 2023 |